# Baraka
Baraka (iz franc. baraque) privremena je prizemna građevina. Može biti privremeni smještaj primjerice za vojnike, radnike, izbjeglice ili ratne zarobljenike.
U zemljama trećeg svijeta služe i kao stalni smještaj u favelama ili sirotinjskim četvrtima. Često su bez sanitarnih čvoreva